# 스키르
스키르(아이슬란드어: skyr)는 아이슬란드의 유제품이다. 배양할 때 소량의 레닛을 첨가하기 때문에, 여과 요거트보다 맛이 부드럽다.

## 같이 보기
- 빌리
- 필미엘크